# 鲁斯兰·扎帕拉纽克
鲁斯兰·瓦西廖维奇·扎帕拉纽克（羅馬化：Ruslan Vasyliovych Zaparaniuk；1974年8月19日—），乌克兰政治人物，自2022年7月11日起担任切尔诺夫策州州长。